# High School Musical: The Concert
High School Musical – The Concert er en koncert-dvd, med alle skuespillerne fra High School Musical, undtagen Zac Efron, da han var i færd med at indspille filmen Hairspray. Drew Seeley medvirker i stedet for Zac Efron, og synger de sange, Zac Efron synger i filmen. Alle sangene fra filmen bliver fremføres, plus singler fra Drew Seeleys, Vanessa Hudgens', Ashley Tisdales og Corbin Bleus egne cd'er.
Koncerten blev indspillet den 18. december 2006 i Houston, Texas i USA, foran et publikum på cirka 15.000, og udgivet på dvd og cd den 1. maj 2007.
| Musik | Spire Denne musikartikel er en spire som bør udbygges. Du er velkommen til at hjælpe Wikipedia ved at udvide den. |